# Mogens Frey
Mogens Frey Jensen (né le 2 juillet 1941 à Glostrup) est un coureur cycliste danois. Il a notamment été champion olympique de la poursuite par équipes avec Per Lyngemark, Reno Olsen et Gunnar Asmussen, et médaillé d'argent de la poursuite individuelle lors des Jeux de 1968 à Mexico. Il a également été champion du monde amateurs de poursuite cette année-là. Il a ensuite été coureur professionnel sur route entre 1969 et 1973. Il est le premier Danois à remporter une étape du Tour de France, en 1970.

## Palmarès sur piste

### Jeux olympiques
- Mexico 1968
  -  Champion olympique de la poursuite par équipes (avec Per Lyngemark, Reno Olsen, Gunnar Asmussen et Peder Pedersen)
  -  Médaillé d'argent de la poursuite

### Championnats du monde amateurs
- Amsterdam 1967
  -  Médaillé d'argent de la poursuite amateurs
- Montevideo 1968
  -  Champion du monde de poursuite amateurs

### Championnats nationaux
- Champion du Danemark de poursuite amateurs : 1964, 1966, 1967, 1968
- Champion du Danemark de poursuite par équipes amateurs : 1963, 1964 et 1968

## Palmarès sur route

### Palmarès amateur
- 1961
  - 2e du championnat des Pays nordiques du contre-la-montre par équipes
- 1963
  - 3e du championnat du Danemark sur route amateurs
- 1965
  - Champion des Pays nordiques du contre-la-montre par équipes (avec Ole Ritter, Ole Højlund et Verner Blaudzun)
- 1967
  -  Champion du Danemark sur route amateurs
  - Stjerneløbet
- 1968
  - Stjerneløbet
  - 3e du Berliner Etappenfahrt
  - 5e du championnat du monde sur route amateurs
- 1969
  - Stjerneløbet
  - 2e du championnat des Pays nordiques du contre-la-montre par équipes
  -  Médaillé d'argent du championnat du monde du contre-la-montre par équipes
  - 2e du Rund um Berlin

### Palmarès professionnel
- 1970
  - 3eb étape du Grand Prix du Midi libre
  - 9e étape du Tour de France

## Résultats sur le Tour de France
1 participation
- 1970 : 59e, vainqueur de la 9e étape